# Rally Championship (serie)
Rally Championship es una serie de videojuegos de rallys basados principalmente en el Rally de Gales.
- Lombard RAC Rally

Lanzado para Atari ST y Amiga en 1988.
- Network Q RAC Rally

Lanzado para MS-DOS en 1993.
- Network Q RAC Rally Championship

Lanzado para MS-DOS y Windows en 1996.
- International Rally Championship

Lanzado para Windows en 1997. Esta es la primera entrega en tener competiciones fuera del Rally de Gales.
- Mobil 1 British Rally Championship

Lanzado para Windows y PlayStation en 1999.
- Rally Championship Xtreme

Lanzado para Windows en 2001.
- Rally Championship

Lanzado para PlayStation 2 y Nintendo Gamecube en 2002.
- Datos: Q7287059